# 430 Гібрис
430 Гібріс (430 Hybris) — астероїд головного поясу, відкритий 18 грудня 1897 року Огюстом Шарлуа у Ніцці.